# Kandahár (film)
A Kandahár (eredeti cím: Kandahar) 2023-ban bemutatott amerikai akciófilm, amelyet Mitchell LaFortune forgatókönyvéből Ric Roman Waugh rendezett. A főbb szerepekben a filmet producerként is jegyző Gerard Butler, Ali Fazal, Navid Negahban, Bahador Foladi, Nina Toussaint-White, Tom Rhys Harries, Vassilis Koukalani és Travis Fimmel látható.
Az Amerikai Egyesült Államokban 2023. május 26-án mutatta be az Open Road Films. Magyarországon június 22-én jelent meg szinkronizálva a Fórum Hungary forgalmazásában. Általánosságban vegyes értékeléseket kapott a kritikusoktól.

## Cselekmény
Tom Harris a CIA beépített ügynökeként dolgozik. Iránban bevetésre kerülve részt vett egy, a natanzi üzemhez hasonló urándúsító létesítmény szabotálásában. Hazafelé menet ügynöke meggyőzi őt, hogy egy Mohammed Doud nevű tolmács kíséretében Afganisztánon keresztül tegyen kitérőt. Személyazonosságát és a szabotázsban játszott valódi szerepét azonban egy újságíró leleplezi, így a nyugat összes ellenségének célpontjává válik. Tom és Mo egyetlen reménye, hogy átkeljenek a sivatagon Kandahár városában, ahol egy brit repülőgép kiszabadíthatja őket. De az iráni gárdisták mellett a tálibok is üldözik őket, akik kapcsolatban állnak a pakisztáni hírszerzéssel.

## Szereplők
| Színész               | Szerep     | Magyar hang          |
| --------------------- | ---------- | -------------------- |
| Gerard Butler         | Tom Harris | Kőszegi Ákos         |
| Navid Negahban        | Mo         | Berzsenyi Zoltán     |
| Travis Fimmel         | Roman      | Varga Gábor          |
| Nina Thoussaint-White | Luna       | Sánta Annamária      |
| Ali Fazal             | Kahil      | Pál Tamás            |
| Mark Arnold           | Mark       | Hannus Zoltán        |
| Ray Haratian          | Ismail     | Bolla Róbert         |
| Corey Johnson         | Chris      | Haagen Imre          |
| Hakeem Jomah          | Rasoul     | Csík Csaba Krisztián |
| Simon Young           | Perry      | Oroszi Tamás         |

## A film készítése
2016 júniusában az egykori katonai hírszerző tiszt, Mitchell LaFortune eladta Burn Run című forgatókönyvét a Thunder Road Filmsnek. Ezt a Védelmi Hírszerző Ügynökségnél szerzett tapasztalatai alapján írta, amikor 2013-ban Afganisztánba vezényelték a Snowden-kiszivárogtatások idején.  2020 júniusában bejelentették, hogy Gerard Butler lesz a producer és a főszereplő a filmben, amelynek új címét Kandaharra változtatták. Butler ismét a Támadás a Fehér Ház ellen 3. – A védangyal bukása és a Greenland – Az utolsó menedék rendezőjével, Ric Roman Waugh-val dolgozott együtt.
Ali Fazal és Navid Negahban 2021 decemberében csatlakozott a szereplőgárdához. A forgatás nagy része 2021. december 2-án kezdődött Szaúd-Arábiában. A projekt ezzel az olyan első nagy költségvetésű amerikai játékfilm lett, amelyet Al-'Ulában és Dzsiddában forgattak. Nina Toussaint-White és Bahador Foladi még ugyanebben a hónapban csatlakozott a stábhoz. A forgatás 2022 januárjában fejeződött be. A produkció részesült a Szaúdi Filmbizottság 40%-os készpénz-visszatérítéséből.

## Bemutató
2022 szeptemberében az Open Road Films nyolc számjegyű összegért vásárolta meg a film amerikai forgalmazási jogait. 2023 januárjában kiderült, a film május 26-án kerül a mozikba.

## Fordítás
- Ez a szócikk részben vagy egészben  a   Kandahar (2023 film) című angol Wikipédia-szócikk fordításán alapul.  Az eredeti cikk szerkesztőit annak laptörténete sorolja fel. Ez a jelzés csupán a megfogalmazás eredetét és a szerzői jogokat jelzi, nem szolgál a cikkben szereplő információk forrásmegjelöléseként.